# Karaka

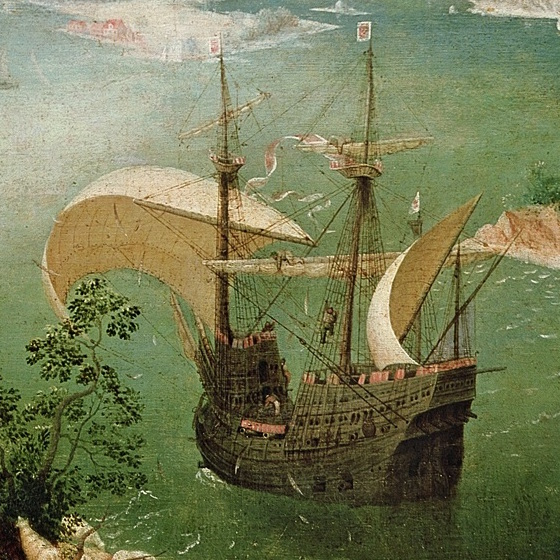
Duża XVI-wieczna karaka na obrazie Pietera Bruegela St. (ok. 1558)

Karaka, karraka — typ trzymasztowego, rzadziej czteromasztowego statku żaglowego, rozwinięty w krajach śródziemnomorskich w XV wieku.
Przyjmuje się, że ten typ jednostki żaglowej powstał z połączenia kogi, wprowadzonej na Morze Śródziemne przez piratów z Bajonny, oraz miejscowych typów łodzi. Karaki były pierwszymi w Europie statkami przystosowanymi do oceanicznych podróży z uwagi na wielkość i pojemność, pozwalające na gromadzenie zapasów na długie wyprawy. Używane były zwłaszcza przez hiszpańskich i portugalskich odkrywców w XV i XVI wieku. Północnoeuropejskim odpowiednikiem tego typu był  holk. W XVI wieku przekształcona konstrukcja karaki została rozwinięta w galeon.
Na pierwszym i drugim maszcie (fokmaszcie i grotmaszcie) karaki nosiły ożaglowanie rejowe, a na ostatnim, bezanmaszcie – ożaglowanie łacińskie. W porównaniu z wcześniejszymi konstrukcjami kasztele straciły zwieńczenia obronne. Przedni kasztel został mocno wysunięty do przodu przed dziób.
W XIV wieku uzbrojenie karak składało się z balist, w XV w. z 3-6 dział umieszczonych na nadbudowie rufowej; później liczbę dział zwiększano, ustawiając je wzdłuż burt na pokładzie środkowym i międzypokładzie. Załoga wojennej karaki liczyła na ogół 100-200 ludzi (30% marynarzy, 70% żołnierzy).

## Dane techniczne
- długość: ponad 50 m

- szerokość: 12 m

- zanurzenie: b.d.

- Nośność: zazwyczaj dochodziła do ok. 800 t (największych nawet 2000 t)

- ożaglowanie: typ 3-masztowy: fokmaszt ożaglowanie rejowe, grotmaszt ożaglowanie rejowe, bezanmaszt ożaglowanie gaflowe

- ożaglowanie: typ 4-masztowy: fokmaszt ożaglowanie rejowe, grotmaszt ożaglowanie rejowe, bezanmaszt oraz bonawentura ożaglowanie łacińskie, dodatkowo marsle

- powierzchnia żagli:  760 m2

- załoga: 350 ludzi (jako okręt wojenny)
- cecha charakterystyczna: przedni kasztel wysunięty do przodu przed dziób

## Słynne karaki
- "Santa María", którą Krzysztof Kolumb odbył wyprawę do Ameryki w 1492 (z towarzyszeniem dwóch karawel),

- "São Gabriel" z eskadry Vasco da Gamy,

- "Victoria" uczestnicząca w wyprawie Magellana jako pierwszy statek, który opłynął świat,

- "Mary Rose" – flagowy okręt wojenny króla Henryka VIII,

- "Piotr z Gdańska"[4].